# Kanepi
Kanepi är en ort i Estland. Den ligger i Kanepi kommun och landskapet Põlvamaa, i den södra delen av landet, 200 km sydost om huvudstaden Tallinn. Kanepi ligger 131 meter över havet och antalet invånare är 638.
Terrängen runt Kanepi är platt. Runt Kanepi är det glesbefolkat, med 11 invånare per kvadratkilometer. Närmaste större samhälle är Otepää, 17,4 km nordväst om Kanepi. I omgivningarna runt Kanepi växer i huvudsak blandskog.